# کیم یونگ-سه
کیم یونگ-سه (انگلیسی: Kim Yong-se؛ زادهٔ ۲۱ آوریل ۱۹۶۰) بازیکن فوتبال اهل کره جنوبی بود.
از باشگاه‌هایی که در آن بازی کرده‌است می‌توان به باشگاه فوتبال ججو یونایتد و باشگاه فوتبال سئونگنام اشاره کرد.
وی همچنین در تیم‌های ملی فوتبال زیر ۲۰ سال کره جنوبی و کره جنوبی بازی کرده‌است.